# Sadzak perlisty
Sadzak perlisty (Mackenziaena leachii) – gatunek średniej wielkości ptaka z rodziny chronkowatych (Thamnophilidae). Występuje w środkowo-wschodniej części Ameryki Południowej. Niezagrożony wyginięciem. Monotypowy.

## Taksonomia
Gatunek opisał po raz pierwszy George Such w 1825. Holotyp pochodził ze stanu Rio de Janeiro. Such przydzielił ptakowi nazwę Thamnophilus leachii. Obecnie przez IOC sadzak perlisty umieszczany jest w rodzaju Mackenziaena jako jeden z dwóch przedstawicieli. Pokrewieństwo niejasne, możliwe, że M. leachii nie jest blisko spokrewniony z sadzakiem posępnym (M. severa). Monotypowy.
Drugi człon nazwy naukowej upamiętnia Williama Elforda Leacha, angielskiego przyrodnika. Rdzenni mieszkańcy (zważywszy na miejsce zebrania holotypu – stan Rio de Janeiro) nazywali sadzaka perlistego Pruayara.

## Zasięg występowania
Zasięg występowania M. leachii obejmuje środkowo-wschodnią Amerykę Południową. Zamieszkuje południowo-wschodnią Brazylię – środkowo-wschodni stan Minas Gerais, południowy Espírito Santo i południowo-zachodni São Paulo na południe aż po północny i środkowy Rio Grande do Sul; do tego wschodni Paragwaj – departamenty Caaguazú, Górna Parana, Caazapá i Itapúa – oraz skrajnie północno-wschodnią Argentynę (prowincja Misiones).
Sadzaka perlistego można spotkać w gęstych zaroślach w lasach – często z domieszką bambusów – na wysokości do 2150 m n.p.m. W północnej części zasięgu pospoliciej występuje na większych wysokościach, przeważnie na wzgórzach lub w lasach górskich, natomiast w południowej na ogół spotykany w lasach wtórnych, zakrzewionych suchych lasach, półwilgotnych lasach z karłowatym drzewostanem oraz zaroślach na skraju lasów.

## Morfologia
Długość ciała 25–26 cm, masa ciała 58–62 g. Wymiary szczegółowe holotypu: długość dzioba od zgięcia około 28 mm, skoku 38 mm. Występuje dymorfizm płciowy w upierzeniu. U samca upierzenie czarne, na wierzchu głowy, karku, wierzchu ciała i po jego bokach występują drobne, białe plamki. U samicy przeważa barwa czarnobrązowa, jedynie czoło i wierzch głowy rude; na piórach tego drugiego występują czarne obrzeżenia. Ciało z wierzchu pokryte drobnymi, płowymi plamkami. Na skrzydłach można dostrzec brązowe paski. Spód ciała obficie jasnopłowo kropkowany. Okolice kloaki pokrywają jasnopłowe pasy. Osobniki młodociane przypominają samice, jednak plamki na ich ciele są większe, na spodzie ciała przechodzą w paski.

## Zachowanie
Pieśń trwa blisko 4 sekundy i składa się z 15–21 wyraźnych gwizdów, rozpoczynających się miękko, by potem gwałtownie wzrosnąć. Do głosów kontaktowych należy zgrzytliwe warknięcie, krótki syk oraz niskie gwizdy różnej długości. 
W skład pożywienia wchodzą różne owady, w tym prostoskrzydłe i gąsienice, inne stawonogi, do tego ślimaki (zarówno ze skorupą jak i bez). Zjada również drobne kręgowce, na przykład płazy bezogonowe, jaszczurki, węże oraz pisklęta, a także jaja. Żeruje samotnie lub w parach, do 5 m nad ziemią. Porusza się krótkimi skokami. Większą zdobycz uderza o gałąź przed zjedzeniem.
Na temat lęgów brak danych.

## Status, zagrożenia i ochrona
Przez IUCN gatunek klasyfikowany jest jako najmniejszej troski (LC, Least Concern) nieprzerwanie od 1988 roku. W przypadku ptaków zasiedlających las atlantycki rozmieszczenie populacji poszatkowane, podobnie jak i lasy. Liczebność populacji nie została oszacowana, ale ptak ten opisywany jest jako od rzadkiego po dość pospolity. Przypuszczalnie liczebność populacji ma trend spadkowy ze względu na niszczenie siedlisk tego gatunku.
Występuje na 35 obszarach uznanych za ostoje ptaków IBA, w tym na chronionych; należą do nich m.in.:
- w Argentynie: Park Narodowy Iguazú,
- w Brazylii: Park stanowy Serra do Brigadeiro, Park stanowy Serra do Mar, Park stanowy Serra do Tabuleiro, Park Narodowy Serra dos Órgãos, Park Narodowy Iguaçu,
- w Paragwaju: Park Narodowy Caazapá, Park Narodowy San Rafael oraz Cordillera del Ybytyruzú, objęta rezerwatem[7].